# Orteke
L'orteke è una delle più antiche forme di teatro dei burattini tipiche dei paesi turchi. È principalmente diffuso in Kazakistan.
Si tratta di uno dei beni comuni importanti della geografia culturale turca. A partire dal 2010 ha ricevuto particolare attenzione grazie ai gruppi musicali kazaki Er-Turan e Hassak, nonché grazie al Festival internazionale dell'orteke. Nel 2022 è stato inserito nella lista rappresentativa del patrimonio culturale immateriale dell'umanità dell'UNESCO.

## Origini
Le origini dell'arte delle marionette risalgono alla preistoria. Anche se vi è dibattito sull'effettivo luogo di origine, questa attività è attestata in maniera radicale tra le tribù turche sin dall'antichità.
Nonostante la longevità di questa tradizione, l'orteke iniziò a diffondersi solo nel XIX secolo. Venne rappresentato per la prima volta al Teatro dei burattini di Almaty negli anni '30. Nel 1935 il compositore Achmet Kuanovič Žubanov descrisse in dettaglio l'orteke in un articolo della Kazachstanskaja pravda.
Nel 1984 l'orteke venne inserito all'interno della lista degli strumenti nazionali del programma "Murager" e tornò a godere di popolarità dopo anni di dominio sovietico.

## Descrizione
Il termine orteke significa "caprone nella fossa", espressione dovuta ai movimenti del burattino che ricordano il tentativo di uscire dalla fossa in cui esso è caduto, imitando appunto le capre selvatiche di montagna. Gli spettacoli sono accompagnati da musica e i dialoghi sono assenti. Il burattinaio viene chiamato küyshi e manovra delle marionette che possono avere sembianze sia umane che animali, suonando egli stesso la dombra. Il filone principale di questi spettacoli è l'amore per la natura e per gli animali. Le melodie per orteke più popolari vennero eseguite da Küyşi Tattimbet, Bayserke, Şaşubay e Navrızbay.
La costruzione delle marionette per l'orteke varia a seconda delle regioni kazake. Ad esempio nell'oblast' di Semireč'e viene utilizzata la pelle delle capre di montagna, che viene scuoiata, essiccata e riempita con paglia. In generale, il materiale più comunemente impiegato è il legno, che può essere di betulla rossa, noce, acero, frassino e quercia. Le marionette vengono poi legate con una corda al polso o alle dita del küyshi, il quale detterà i movimento dei burattini suonando uno strumento. Questi manufatti poggiano su un tavolo ricoperto di pelle di animale o di stoffa con ricami nazionali.

## Diffusione
Il Kazakistan condivide la tradizione dell'orteke anche con altri paesi di cultura turca, soprattutto nelle regioni a prevalenza nomade. In Uzbekistan, Tagikistan e Afghanistan viene chiamato buz-bazi. In Kirghizistan si attesta una variante chiamata takteke, che inscena un combattimento di due animali che cercano di sopravvivere. In tal caso lo strumento suonato è il komuz.